# Krasnosielc
Krasnosielc è un comune rurale polacco del distretto di Maków, nel voivodato della Masovia.
Ricopre una superficie di 166,96 km² e nel 2004 contava 6 562 abitanti.